# Хуліан Кастро
Хуліан Кастро Контрерас (ісп. Julián Castro Contreras; 1810 — 12 червня 1875) — венесуельський офіцер, президент країни у 1858—1859 роках.

## Біографія
Імовірно, народився в Петаре близько 1810 року, хоча ця дата і не є беззаперечною. Його батьками були Хуан Мануель Кастро та Маргарита Контрерас. Мав брата Іносенте. Вступив до лав Збройних сил 1830 року, отримавши звання альфереса (молодший лейтенант у сучасній військовій ієрархії). 1835, в ранзі капітана, взяв участь у Реформістській революції, в результаті якої було усунуто від влади президента Хосе Марію Варгаса. Після поразки перевороту був заарештований, проте вийшов на свободу за кілька років. Після цього Хуліан разом з братом переїхав до Карабобо. Там одружився з Марією Ніевес Брісеньйо, позашлюбною дочкою Хосе Лауренсіо Силви, героя війни за незалежність Венесуели. У шлюбі народилось четверо синів: Хуліан, Іносенте, Рамон і Франсіско де Паула.
Із призначенням 1847 року Хосе Тадео Монагаса на пост президента Кастро почав просуватись службовими щаблями: 1849 отримав звання командора (сучасний майор). Того ж року брав участь у боротьбі з Хосе Антоніо Паесом, який очолював повстання проти Монагаса. За деякий час він отримав звання бригадного генерала (1853). Ще пізніше він зайняв пост командувача армії Валенсії. У квітні 1856 року Монагас призначив Кастро губернатором штату Карабобо та надав йому звання генерал-майора.
У березня 1858 року Кастро очолив рух проти Монагаса, в результаті чого останнього було усунуто від влади. Кастро зайняв його пост 18 березня. Період його президентства був доволі проблематичним, що ускладнювалось заколотами й початком федералістської війни, яку очолили Езеккіль Самора та Хуан Крісостомо Фалькон.
2 серпня 1859 Кастро був заарештований кількома офіцерами, серед яких був командувач військами Каракаса, Мануель де лас Касас. Був засуджений Конгресом 1860 року, в результаті чого його було визнано винним у державній зраді, проте він не був покараний. Після суду Кастро залишив Венесуелу.
Кастро повернувся на Батьківщину 1870 року незадовго до Квітневої революції на чолі з Антоніо Гусманом, приєднався до неї та перебував у лавах венесуельської армії до самої своєї смерті. 
Помер у Валенсії 12 червня 1875 року.